# Flip i Flap: Alpejskie osły
Flip i Flap: Alpejskie osły (ang. Swiss Miss) – amerykański dźwiękowy film komediowy z 1938 roku. W rolach głównych wystąpił duet aktorów, znany jako Flip i Flap.